# هيدروكسي ميثيل فورفورال
هيدروكسي ميثيل فورفورال هو مركب عضوي صيغته الكيميائية C6H6O3 ويوجد على هيئة صلب أبيض سهل الانصهار.
يتكون المركب بنيوياً من حلقة فوران متصلة فيها مجموعة ألدهيد (فورفورال)، بالإضافة إلى مجموعة هيدروكسيل.

## التحضير
حضر هذا المركب أول مرة في سنة 1875، وذلك على هيئة مركب وسطي أثناء تحضير حمض الليفولينيك من تفاعل السكر مع حمض الكبريتيك؛ ولكن حالياً يتم الانطلاق من الهكسوزات سداسية الكربون مثل الفركتوز في تفاعل نزع ماء محفز حمضياً.

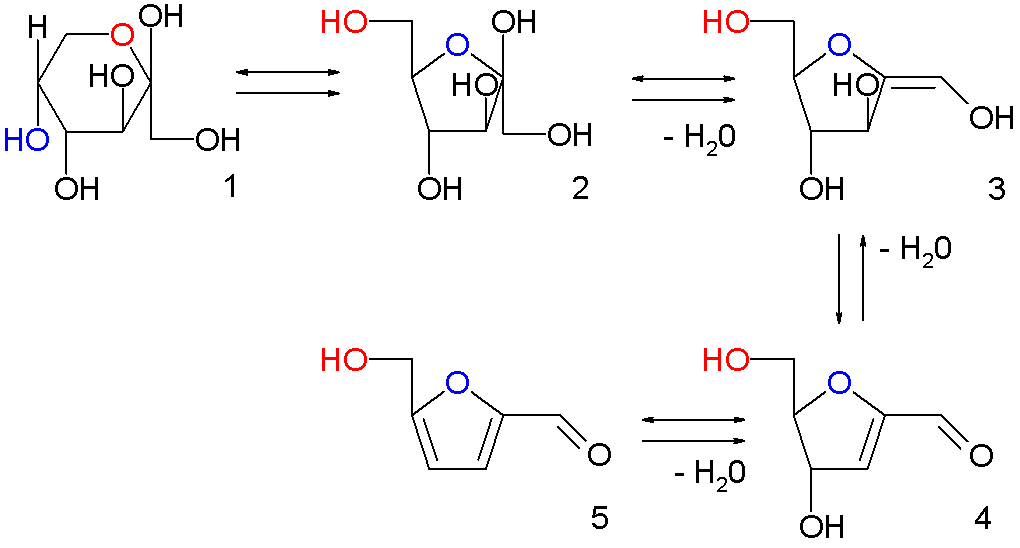
تفاعل تحضير هيدروكسي ميثيل فورفورال (المركب 5)

## الخواص
يوجد المركب في الشروط القياسية على هيئة صلب أبيض سهل الانصهار، وهو ينحل في المذيبات العضوية مثل الأسيتون والإيثانول.

## الوفرة في الغذاء
لا يوجد هذا المركب في الغذاء الطازج عادة، ولكنه يتشكل بشكل طبيعي في الطعام الحاوي على السكر عند تسخينه، ويتسرع هذا التفاعل بوجود وسط حمضي.